# Петербургское шоссе (Таллин)
Петербу́ргское шоссе́, также у́лица Пе́тербури-те́э и Петербури теэ (эст. Peterburi tee), в 1948–1992 годах Ленингра́дское шоссе (эст. Leningradi maantee) — магистральная улица в Таллине, Эстония. Является частью шоссе Таллин—Нарва, которое в свою очередь является частью европейского маршрута Е20.

## География
Начинается в микрорайоне Юлемисте от перекрёстка с Тартуским шоссе и пролегает в восточном направлении. Протяжённость улицы — 8082 км. Улица совпадает с одноимённой зоной адресных объектов, которая, в отличие от улицы, тянется до туннеля Юлемисте на западе и до восточной границы города Маарду на востоке, в частности расположенная в Маарду ТЭЦ Иру имеет адрес Петербургское шоссе 105.
Петербургское шоссе пересекается со следующими улицами: Тартуское шоссе, Катузепапи, Кивимурру, Маяка, Паэ, Вяйке-Паала, Суур-Паала, Кантси, Вессе, Юхана Смуула, Бетоони, Гаази, Куули, Панеэли, Мустакиви, Вяо, Раху и Лагеди.

## История
Раньше сообщение Таллина с восточной частью Эстонии осуществлялось по Нарвскому шоссе до Ласнамяги и дальше по улице Суур-Раэвалла. На большинстве земельных грунтов вдоль улицы Суур-Раэвалла жилые дома стояли прямо у дороги, бо́льшая часть из них — на протяжении 300 метров по правой стороне улицы. Дома были одноэтажные, в большинстве своём деревянные, только у некоторых домов были стены из плитняка. В связи с ростом численности населения и особенно с принятием широкомасштабной программы застройки Сыямяэ в 1930-х годах значение этой улицы выросло. По ней планировалось провести новую аллею, но к 1940 году успели построить только начальный участок до Маарду, который был разрушен в ходе августовских сражений 1941 года.
После Второй мировой войны начальный участок улицы Суур-Раэвалла был заново отстроен. В пределах Таллина с 1948 года до 1 января 1993 года он назывался Ленинградским шоссе. Отрезок улицы от нынешнего отеля «Susi» на восток через верховое болото Сыямяэ был построен немецкими военнопленными в 1950 году из бетонных плит.
Близ шоссе находится историческое место Сыямяги — сложенное известняками возвышение, абсолютная высота которого составляет 52,6 метра. Название Сыямяги («Гора войны») отражает память о решающем сражении (14 мая 1343 года) во время восстания Юрьевой ночи, в котором войска Ливонского ордена разбили осаждающую Таллин дружину эстов (погибло около 3 тысяч повстанцев). В память битвы на Сыямяги установлен мемориальный камень и заложен парк, получивший название парк Юрьевой ночи.
Начало улицы было капитально отремонтировано и перестроено в 2011—2015 годах. Её восточная часть пока остаётся в плохом состоянии, так как город Таллин и эстонское государство не могут договориться, кто и в какой мере должен вложиться в ремонтные работы.
В августе 2024 года вице-мэр Таллина Пяртель-Петер Пере предложил переименовать Петербури-теэ в Раквере-теэ.

## Общественный транспорт
По Петербургскому шоссе проходят пять городских автобусных маршрутов: № 7, 12, 13, 54 и 55. От улицы Паэ до улицы Кантси расположены три остановки трамвайного маршрута № 2. Сообщение между Таллином и Маарду по шоссе осуществляется посредством междугородних автобусных маршрутов № 101 и 171 и коммерческим автобусом № 203. По улице также курсируют маршрутные такси в направлении посёлков Костивере и Куусалу.

## Застройка
Большинство расположенных вдоль улицы строений — это промышленные, торговые и офисные здания. Несколько многоэтажных жилых домов расположены в окрестностях на пересечении с улицей Маяка. В микрорайоне Вяо напротив жилых домов возле шоссе работает известняковый карьер.
В советское время вдоль Ленинградского шоссе располагалось большое число промышленных предприятий и транспортных организаций, среди них:
- Завод нерудных материалов и его цех в Вяо,
- Таллинский холодильник № 1,
- завод № 2 производственного объединения «Лейбур»,
- «Таллинавтотранс» и его филиал № 2,
- ремонтно-механический завод газовой аппаратуры «Ремгаз»,
- Таллинский асфальтобетонный завод,
- Таллинский экспериментальный деревообрабатывающий завод,
- Таллинский опытный авторемонтный завод,
- коптильно-кулинарный завод Таллинского рыбокомбината,
- завод «Металлист»,
- Таллинский завод железобетонных изделий,
- Ируская ТЭЦ,
- подведомственные учреждения «Эстколхозстроя».

В Эстонской Республике число промышленных предприятий вдоль шоссе сократилось. Была построена гостиница Susi (в настоящее время носит название Hestia Hotel Susi), строительный магазин Ehituse ABC, мебельные магазины Zip и IKEA и другие предприятия розничной торговли, корпуса электротехнического предприятия Elcoteq (в настоящее время в них работает Ericsson Eesti AS), здания фирм, продающих автомобили и автозапчасти, несколько автозаправок и кафе. По адресу Петербургское шоссе 15 / Паэ 1 расположен Ласнамяэский спортивный комплекс (бывший спортклуб завода «Двигатель»).
- Петербургское шоссе
- Мост Петербури—Юлемисте
- Дом 13
- Трамвайная остановка «Паэ»
- Дом 44, магазин рабочих инструментов Stokker
- Дом 48, гостиница Hestia Hotel Susi
- Петербургское шоссе рядом с перекрёстком с улицей Юхана Смуула
- Дом 90F